# International Harvester D-1
International Harvester D-1 — грузовик грузоподъемностью 1/2 тонны, построенный компанией International Harvester Company на заводе в Спрингфилде, штат Огайо, в период с 1930 по 1934 год.

## История модели
D-1 представляла собой совершенно новую полутонну, построенную компанией International и пришедшую на смену Six C-113, построенному Willys. Привлекательный стиль D-1 мог соперничать с некоторыми из лучших легковых автомобилей того времени. Шестицилиндровый двигатель 213ci L-образной головки в D-1, по сути, представлял собой международную модернизацию двигателя Willys в Six Speed, компания International приобрела патентные права и инструменты у Willys-Overland.
D-1 стандартно поставлялась с капотом и шасси (передняя часть из листового металла до приборной панели), с кабиной или с одним из нескольких дополнительных кузовов, включая версии пикап, панель и универсал.